# Лекманов, Олег Андершанович
Оле́г Андерша́нович Лекма́нов (род. 11 января 1967, Новомихайловский, Краснодарский край, СССР) — российский литературовед. Доктор филологических наук (2002).

## Биография
Окончил Московский педагогический государственный университет (1991). Кандидатская диссертация о книге Осипа Мандельштама «Камень» (1995, ИМЛИ РАН) (полное название: «Книга стихов как "большая форма" в русской поэтической культуре начала XX века. О. Э. Мандельштам "Камень" (1913)», докторская диссертация «Акмеизм как литературная школа (опыт структурной характеристики)» (2002, РГГУ). 
Преподаватель литературы в Московском культурологическом лицее (1991—1998), профессор факультета журналистики МГУ (1998—2011), профессор факультета филологии Высшей школы экономики (с 2011 по 30 июня 2022).
Полгода стажировался в университете Шеффилда (Великобритания) (2012). Как приглашённый профессор читал лекции в университетах Тарту, Оксфорда, Эдинбурга, Хельсинки, Падуи, Загреба, Нью-Йорка, Вашингтона, Мэдисона, Атланты, Стэнфорда, Беркли. В 2014 году был спикером Пушкинской велоночи в Москве: «Воспоминания о Музее Пушкина 1970—1980-х годов и его основателе Александре Крейне»[значимость факта?].
Член экспертного совета ВАК РФ по филологии и искусствоведению (с 2018 по 2022).
Лауреат Шуваловской премии (Московский государственный университет), лауреат премии журнала «Новый мир» за 2017 год. Финалист премии «Просветитель» (2019). Лауреат национальной литературной премии «Большая книга» (2019; совместно с Михаилом Свердловым и Ильёй Симановским за книгу «Венедикт Ерофеев: посторонний»).
7 апреля 2022 года из-за вторжения России на Украину временно эмигрировал в Грузию. Вскоре перебрался в Узбекистан, где получил место профессора русской литературы в Национальном университете Узбекистана. В августе 2023 года получил двухгодичное место приглашённого профессора в Принстонском университете (США). В августе 2025 года получил годовое место в Collegium (Хельсинки, Финляндия).
25 октября 2024 года объявлен Министерством юстиции РФ «иностранным агентом».

## Основные работы
Книги
- Книга об акмеизме и другие работы. — Томск: Водолей, 2000. — 704 с.
- Жизнь Осипа Мандельштама. Документальное повествование. — СПб.: Журнал «Звезда», 2003. — 240 с.
- Осип Мандельштам. — М.: Молодая гвардия, 2004. — 256 с. — (Серия «Жизнь замечательных людей»).
  - Осип Мандельштам: Жизнь поэта. — 3-е изд., доп. и перераб. — М.: Молодая гвардия, 2009. — 357 с. — (Жизнь замечательных людей). — ISBN 978-5-235-03202-6.. Полный текст книги вывешен на lib.ru.
  - Mandelstam. By Oleg Lekmanov, trans. Tatiana Retivov, ed. Lazar Fleishman. Academic Studies Press[англ.], 2010. — 204 pp. ISBN 978-1-934843-28-4. Hardback.
- В лабиринтах романа-загадки. Комментарий к роману В. П. Катаева «Алмазный мой венец». [В соавторстве с М. Котовой, при участии Л. Видгофа]. — М.: Аграф, 2004. — 288 с.
- Сергей Есенин. Биография. — Издание 2-е, исправленное и дополненное; [В соавторстве с М. И. Свердловым]. — М.: Астрель, 2011. — 607 с.
- Лекманов О., Котова М., Репина О., Сергеева-Клятис А., Синельников С. Пояснения для читателя // Мандельштам О. Египетская марка. — М.: ОГИ, 2012. — 479 с.
- Поэты и газеты. — М.: Издательство Российского государственного гуманитарного университета, 2013. — 413 с.
- Акмеизм в критике: 1913—1917 / Сост. О. Лекманов и А. Чабан; предисл. и примеч. О. Лекманова. — СПб.: ИЦ «Гуманитарная Академия»; Издательство Тимофея Маркова, 2014. — 544 с.
- Русская поэзия в 1913 году. — М.: Восточная книга, 2014. — 175 с.
- Юрий Коваль. Три повести о Васе Куролесове / С комментариями Олега Лекманова, Романа Лейбова, Ильи Бернштейна. — М.: Издательский проект «А и Б», 2016. — 287 с. — ISBN 978-5-9906261-6-4.
- Акмальдинова А. А., Лекманов О. А., Свердлов М. И. «Ликует форвард на бегу…»: Футбол в русской и советской поэзии 1910—1950 годов. — М.: Издательский дом НИУ ВШЭ, 2016.
- Ключи к «Серебряному веку». Из курса лекций для сайта Magisteria. — М.: Rosebud Publishing, 2017.
- Лекманов О., Свердлов М., Симановский И. Венедикт Ерофеев: посторонний. Биография. — М.: Издательство ACT; Редакция Елены Шубиной, 2018.
- Лейбов Р., Лекманов О., Ступакова Е. «Господь! Прости Советскому Союзу!» Поэма Тимура Кибирова «Сквозь прощальные слёзы»: опыт чтения. — М.: Объединённое гуманитарное издательство, 2020.
- «Жизнь прошла. А молодость длится…» Путеводитель по книге Ирины Одоевцевой «На берегах Невы». — М.: АСТ; Редакция Елены Шубиной, 2020. — 862 с.
- Лицом к лицу. О русской литературе второй половины XX — начала XXI вв. — М.: Время, 2022. — 202 с.

- Любовная лирика Мандельштама. Эволюция, единство, адресаты. — М.: Новое литературное обозрение, 2024. — 278 с.
- Осип Мандельштам глазами современников. Воспоминания. Дневники. Письма: в 2-х т. / Сост. О. Лекманова и Л. Видгофа. Предисл. О. Лекманова. Коммент. О. Лекманова, С. Киселевой, О. Бартошевич-Жагель, Л. Видгофа, Д. Зуева. СПб.: Вита Нова, 2025. Т. 1 – 528 с.; Т. 2 – 496 с.

Статьи
- Опыт коллективного комментария к «Вступлению» поэмы Тимура Кибирова «Сквозь прощальные слёзы» [& Team LJ] // Toronto Slavic Quarterly. № 13.
- «Я к воробьям пойду и к репортёрам». Поздний Мандельштам: портрет на газетном фоне // Toronto Slavic Quarterly. № 25.
- Об одном «хлебниковском» четверостишии Зинаиды Гиппиус // Велимир Хлебников в новом тысячелетии / Российская академия наук, Институт мировой литературы имени А. М. Горького; Редколлегия: В. Н. Терёхина (ответственный редактор) и другие. — М.: ИМЛИ РАН, 2012. — С. 197—198. — ISBN 978-5-9208-0420-4.
- Лекманов О. А., Свердлов М. И. Жизнь и стихи Николая Олейникова // Число неизречённого / Сост.: О. А. Лекманов, М. И. Свердлов. — М.: ОГИ, 2015. — Гл. 1. — С. 11—201. — ISBN 978-5-94282-721-2.